# Honey (empresa)
Honey Science Corporation com a sede em Los Angeles, Califórnia, opera uma extensão de navegador que agrega e aplica automaticamente cupons on-line em sites de comércio eletrônico sendo uma subsidiária do PayPal.
A receita da Honey vem de uma comissão feita sobre transações de usuários com varejistas parceiros. Quando um membro faz uma compra de alguns comerciantes, a Honey compartilha parte de sua comissão com o membro em um programa de reembolso.

## O serviço
A própria opera como um complemento de um site e um aplicativo móvel, tendo aproximadamente 30.000 códigos de desconto dos varejistas online.
Além dos cupons proporciona descoberta de produtos, acompanhamento de preços e até um programa de recompensas por lealdade.

## História
Os empresários Ryan Hudson e George Ruan fundaram a Honey em novembro de 2012 em Los Angeles, Califórnia, depois de construir um protótipo da extensão do navegador no final de outubro de 2012.
Um testador de bug vazou a ferramenta para o Reddit, onde ela se tornou viral. Em março de 2014, a empresa tinha 900.000 usuários orgânicos.

### Financiamento
Em 2014, a Honey levantou US$1,8 milhão em dinheiro inicial, seguido de uma rodada da Série A de US$4 milhões em 2016.
Em outubro de 2017, a Honey levantou uma rodada da Série B de US$9 milhões.
Em 20 de Novembro de 2019, foi adquirida pelo PayPal por cerca de US$4 bilhões.

## Controvérsias
Em dezembro de 2024, o YouTuber MegaLag, da Nova Zelândia, lançou um vídeo alegando que o Honey reatribui vendas feitas por meio de programas de marketing de afiliados, modificando discretamente os cookies de afiliados e creditando as vendas ao Honey em vez do influenciador cujo link o usuário clicou originalmente, mesmo que não encontre um cupom para usar. Ele também afirmou que a extensão concede aos vendedores parceiros controle sobre quais códigos de desconto são apresentados aos usuários. Além disso, ele alegou que o Honey exclui intencionalmente códigos de desconto mais vantajosos, exibindo apenas aqueles associados ao programa Honey Partner.
Em uma declaração ao The Verge, o PayPal afirmou que “o Honey segue as regras e práticas do setor, incluindo a atribuição ao último clique”. Outra declaração do PayPal, feita ao USA Today, disse que os comerciantes decidem o que é oferecido por meio do Honey.